# Conca bàltica

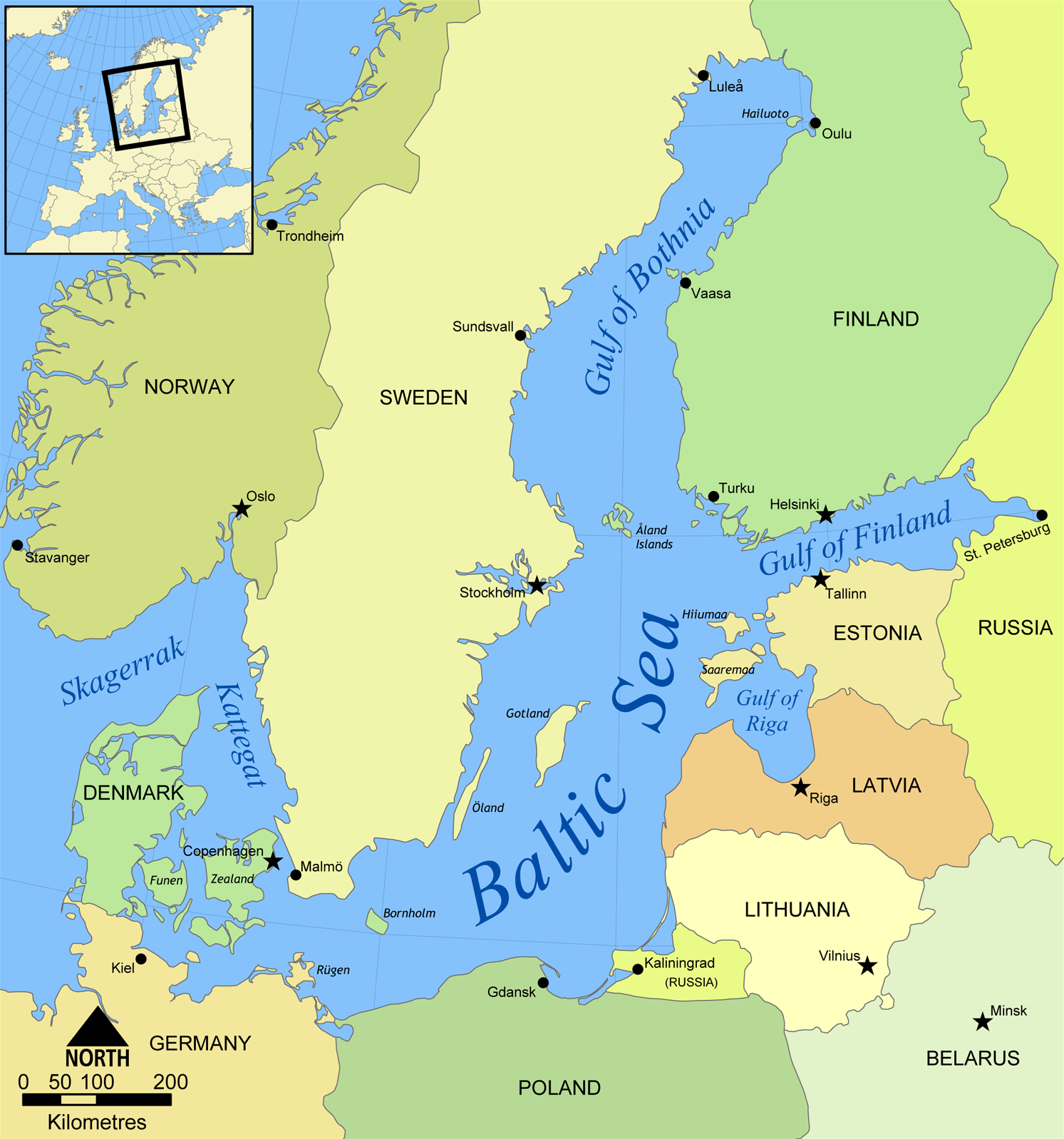
conca de la Mar bàltica

La conca de la Mar Bàltica es va formar en temps geològics relativament recents, durant el període del Quaternari. Cobreix la part occidental i central de la conca sedimentària de la mar Bàltica.
L'origen de la Mar Bàltica i la seva morfologia baixa és encara controvertida,per alguns geòlegs és una estructura d'erosió i per d'altres seria una depressió tectònica. La conca bàltica sedimentària es va formar durant el final de l'Ediacarà i principi del Cambrià. La seva formació va ser causada per la reactivació de la part més feble de la litosfera del craton europeu. La compressió Nord-oest a sud-est va ser causada per la col·lisió entre Laurència i Bàltica. Els processos erosius glacials contribuïren a la forma i fondària de la Mar Bàltica.
L'erosió i sedimentació del Plio-Plistocè van tenir impacte significatiu en l'aixecament postglacial, amb un aixecament estimat des d'aleshores de 32 m.
Les variacions climàtiques des de finals del Quaternari estan reflectides en els sediments de la Mar Bàltica. Les sèries temporals d'anàlisis de la variació revelen periodicitats diferenciades de 900 i 1.500 anys. Aquests períodes es poden comparar amb les dades desl sediments marins de l'Atlàntic Nord i dels nuclis de gel de Groenlàndia que identifiquen efectes de canvi en el clima global.